# Уикипедия на башкирски език
Уикипедия на башкирски език (на башкирски: Башҡорт Википедияһы) е раздел на башкирски език в Уикипедия. Проектът започва работа на 16 април 2005 г.

## История
Разделът за башкирски език в Уикипедия е създаден на 2 юни 2002 г. Въпреки това, първата статия (Башҡортостан) в основното пространство е написана на 16 април 2005 г. (11:39 UTC) Първият автор е неизвестен, статията е написана от IP адреса 61.248.143.2.

## Мероприятия и участие в Уикимедия
В град Уфа по случай 10–ата годишнина на Уикипедия на башкирски език през 2015 г. се провежда Уики Сабантуй, който се състои на 25 – 26 април.
Редакторът Зуфар Салихов е награден за дейността си в Уикипедия с медал от Световния конгрес на башкирите.
През 2016 г. Уикипедия на башкирски език стартира супермаратона „Башкортостан 100“ за създаване и подобряване на статии за Башкортостан, по случай 100–годишнината на републиката. Състоял се от пет етапа, който продължава до март 2019 г.

## Екранни снимки на Началната страница
- Екранна снимка от 2012 г. с банер в подкрепа на протеста срещу предложените изменения в Закон 94 89417-6 „За информацията“ в РФ, с който се налага цензура срещу Уикипедия.
- Октомври 2013 г.
- Април 2014 г.
- Май 2015 г. с лого в чест на 10–ата годишнина на Уикипедия на башкирски език.

## Статистика
Към 21 март 2025 г. Уикипедия на башкирски език съдържа 63 790 статии. Регистрирани са 43 767 потребителя, от тях 84 са извършили каквито и да е действия през последните 30 дни, 4 потребителя имат статут на администратори. Общият брой редакции е 1 280 997.

### Посещаемост
| \| Страни в които Уикипедия на башкирски език има най-много посещения. (средно за периода от 1 март 2012 до 28 февруари 2013 г.) \| Страни в които Уикипедия на башкирски език има най-много посещения. (средно за периода от 1 март 2012 до 28 февруари 2013 г.) \| Страни в които Уикипедия на башкирски език има най-много посещения. (средно за периода от 1 март 2012 до 28 февруари 2013 г.) \| Страни в които Уикипедия на башкирски език има най-много посещения. (средно за периода от 1 март 2012 до 28 февруари 2013 г.) \| Страни в които Уикипедия на башкирски език има най-много посещения. (средно за периода от 1 март 2012 до 28 февруари 2013 г.) \| \| ----------------------------------------------------------------------------------------------------------------------------- \| ----------------------------------------------------------------------------------------------------------------------------- \| ----------------------------------------------------------------------------------------------------------------------------- \| ----------------------------------------------------------------------------------------------------------------------------- \| ----------------------------------------------------------------------------------------------------------------------------- \| \| \| \| \| \| \| \| Русия \| Русия \| \| 56.0% \| 56.0% \| \| САЩ \| САЩ \| \| 8.0% \| 8.0% \| \| в други страни \| в други страни \| \| 36.0% \| 36.0% \| \| (0.0005 % от общата посещаемост в Уикипедия) \| \| \| \| \| |                |  |       |       |
| Страни в които Уикипедия на башкирски език има най-много посещения. (средно за периода от 1 март 2012 до 28 февруари 2013 г.) |                |  |       |       |
| |                |  |       |       |
| Русия | Русия          |  | 56.0% | 56.0% |
| САЩ | САЩ            |  | 8.0%  | 8.0%  |
| в други страни | в други страни |  | 36.0% | 36.0% |
| (0.0005 % от общата посещаемост в Уикипедия) |                |  |       |       |